# Victoria de Rohan

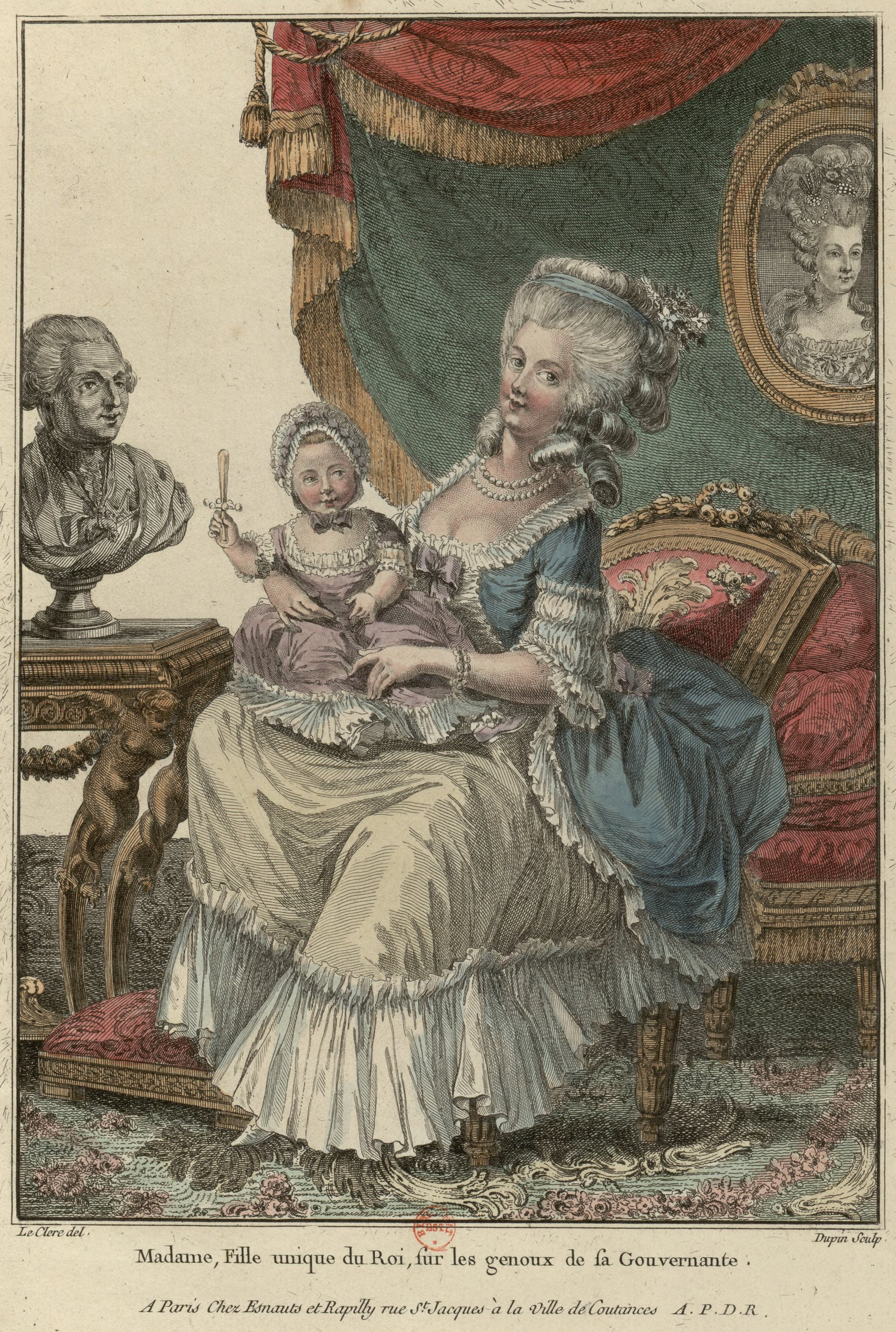
Victoria con Madame Royale

Victoria de Rohan, princesa de Guéméné (en francés, Victoire Armande Josèphe; París, 28 de diciembre de 1743-ib., 20 de septiembre de 1807), fue una aristócrata francesa, Gobernanta de los Infantes Reales. Fue conocida como Madame de Guéméné. Fue señora de Clisson por propio derecho.

## Primeros años
Victoria Josefa de Rohan, fue la segunda hija de Carlos de Rohan, príncipe de Soubise. Los príncipes de Soubise pertenecían a una rama menor de la Casa de Rohan. Su madre era la princesa Ana Teresa de Saboya-Carignano, hija de Víctor Amadeo, príncipe de Carignano. Su madre era prima del rey Luis XV de Francia a través de una línea ilegítima. Tuvo una media hermana, Carlota de Rohan, quien se casó con Luis José de Borbón, príncipe de Condé en 1753. Como princesa de Condé, Carlota era princesa de sangre, superando socialmente a su media hermana.
Como la Casa de Rohan pretendía descender de los duques de Bretaña, sus miembros eran titulados como príncipes extranjeros (princes étrangers) con el estilo de Su Alteza.

### Matrimonio e hijos
A los diecisiete años, Victoria se casó con su primo, Enrique Luis de Rohan, duque de Montbazon, de quince años en ese momento. Él era miembro de la rama principal de la Casa de Rohan, los príncipes de Guéméné. Era sobrino del Cardenal de Rohan, caído en desgracia por el famoso "Asunto del collar" que involucró a la reina María Antonieta.
Enrique Luis llegó a ser Gran Chambelán de Francia. A la muerte de su padre en 1788, el duque heredó el título de príncipe de Guéméné. Desde ese momento, Victoria fue conocida en la corte como Madame de Guéméné. Ella y su familia vivían lujosamente en el Hôtel de Rohan-Guéméné, situado en la famosa Plaza de los Vosgos. Vivían en el n.º 6. La pareja tuvo que vender la propiedad en 1797 para poder pagar una enorme deuda de 33 millones de libras.
La pareja tuvo cinco hijos:
- Carlota Victoria Josefa Enriqueta (17 de noviembre de 1761 - 15 de diciembre de 1771).
- Carlos Alain, duque de Montbazon, Rohan y Guéméné; príncipe de Guéméné (Versalles, 18 de enero de 1764-París, 24 de abril de 1836); casado en 1781 con Luisa Aglaé de Conflans d'Armentieres (1763-1819).
- María Luisa Josefina (13 de abril de 1765-París, 21 de septiembre de 1839); casada en 1780 con su primo, Carlos Luis Gaspar de Rohan, duque de Montbazon (1765-1843).
- Luis Víctor Meriadeco, duque de Rohan y Bouillon (París, 20 de julio de 1766-Imperio austríaco, 10 de diciembre de 1846); casado en 1800 con su sobrina, Berta de Rohan (1782-1841).
- Julio Armando Luis (Versalles, 20 de octubre de 1768-Imperio austríaco, 13 de enero de 1836); casado en 1800 con la rica heredera Guillermina de Curlandia, duquesa de Sagan (1781-1839).

## Gobernanta de los Hijos del Rey
En 1775, María Luisa de Lorena, condesa de Marsan (1720-1803) renunció al puesto de Gobernanta de los Hijos del Rey en favor de Victoria, que era su sobrina. Desde 1778 hasta 1782, Victoria estuvo a cargo de la Casa de la hija mayor de Luis XVI, María Teresa de Francia, conocida en la corte como Madame Royale. En esta función, ella estuvo a cargo de más de cien cortesanos y sirvientes.
En 1782, Victoria se vio obligada a renunciar a su cargo por un escándalo creado por la creciente deuda de su marido, una deuda que finalmente conduciría a la venta del Hôtel de Rohan-Guémené, después de la revolución francesa. Victoria y su marido llegaron a tener amoríos con otras personas.
Victoria se convirtió en la amante de Augustin Gabriel de Franquetot de Coigny, conde de Coigny (1740-1817), padre de Aimée de Franquetot de Coigny, duquesa de Fleury (1769-1820). Madame de Fleury inspiró al famoso poeta André Chénier. El príncipe de Guémené por su parte tuvo un romance con una amiga de Victoria, Thérèse-Lucy de Dillon, condesa de Dillon, (1751-1782), primera esposa de Arthur Dillon.
A la muerte del padre de Victoria, su esposo se convirtió en heredero legal del título de príncipe de Soubise.
Victoria y su esposo vivieron para ver el comienzo de la revolución francesa, pero después huyeron a Austria. Finalmente se establecieron en Bohemia. Vivieron en el Castillo Sychrov, donde la familia de Rohan había vivido durante 125 años.

## Muerte
Victoria murió en París en septiembre de 1807, a la edad de 63 años, habiendo sobrevivido a su media hermana mayor, Carlota, que había muerto en 1760. Su esposo, el príncipe, le sobrevivió por dos años.

## Títulos y estilos
- 28 de diciembre de 1743 - 15 de enero de 1761: Su Alteza Victoire Armande Josèphe, princesa de la Casa de Rohan.
- 15 de enero de 1761 - 10 de diciembre de 1788: Su Alteza la duquesa de Montbazon.
- 10 de diciembre de 1788 - 20 de septiembre de 1807: Su Alteza la princesa de Guéméné.